# Залесье (Вилегодский район)
Залесье — деревня в Вилегодском муниципальном округе Архангельской области.

## География
Находится в юго-восточной части Архангельской области на расстоянии приблизительно 13 км на восток-юго-восток по прямой от административного центра района села Ильинско-Подомское на левом берегу речки Пыела.

## История
В 1859 году здесь (тогда деревня Сольвычегодского уезда Вологодской губернии) было учтено 15 дворов. До 2020 года деревня входила в состав Павловского сельского поселения до его упразднения.

## Население
Численность населения: 142 человека (1859 год), 62 (русские 100 %) в 2002 году, 33 в 2010.